# Georgische Snooker-Meisterschaft
Die georgische Snooker-Meisterschaft ist ein nationales Turnier zur Ermittlung des georgischen Meisters in der Billarddisziplin Snooker, welches seit 2016 jährlich ausgetragen wird. Mit vier von fünf möglichen Titeln ist Nodar Bakradse Rekordsieger des Turnieres.

## Geschichte
Das vom georgischen Snooker-Verband ausgetragene Turnier fand erstmals 2016 mit 16 Spielern statt, als Sandro Kadagidse sich mit einem 7:4-Sieg über Nodar Bakradse zum ersten Sieger des Turnieres kürte. Bakradse konnte mit einem 4:2-Sieg über Lekso Dschangulaschwili ein Jahr später in der georgischen Hauptstadt Tiflis als einer von 24 Teilnehmern selbst das Turnier gewinnen und verteidigte sowohl 2018 im Metropool in Tiflis gegen Goscha Kawtaradse mit 4:0 als auch 2019 in der ebenfalls in Tiflis liegenden Star Snooker Academy mit 4:1 nochmals gegen Lekso Dschangulaschwili seinen Titel, während trotz der niedrigen Bekanntheit der Sportart in Georgien Jahr für Jahr die Teilnehmerzahlen auf 28 im Jahr 2018 sowie 35 im Jahr 2019 anstiegen.
Im Jahr 2019 wurde, nachdem durch vorangegangene Spiele die Teilnehmerzahl auf 16 reduziert wurde, ab dem Achtelfinale im K.-o.-System um den Titel gespielt. Dabei wurde bis einschließlich zum Viertelfinale im Modus Best of 5 Frames gespielt, woran sich das Halbfinale und das Endspiel im Modus Best of 7 Frames anschlossen. Weitere Ausgaben des Turnieres folgten 2020 und 2021.

## Titelträger
In sechs Ausgaben konnten bisher sechs Spieler mindestens ein Mal das Endspiel erreichen. Im Folgenden sind die bisherigen Finalpartien aufgelistet.
| Jahr | Sieger           | Ergebnis | Finalist                |
| ---- | ---------------- | -------- | ----------------------- |
| 2016 | Sandro Kadagidse | 7:4      | Nodar Bakradse          |
| 2017 | Nodar Bakradse   | 4:2      | Lekso Dschangulaschwili |
| 2018 | Nodar Bakradse   | 4:0      | Goscha Kawtaradse       |
| 2019 | Nodar Bakradse   | 4:1      | Lekso Dschangulaschwili |
| 2020 | Nodar Bakradse   | 4:3      | Schawlego Tschigogidse  |
| 2021 | Nodar Bakradse   | 4:3      | Surab Zereteli          |

### Rangliste
| Platz | Spieler          | Gold | Silber | Finalteilnahmen |
| ----- | ---------------- | ---- | ------ | --------------- |
| 1     | Nodar Bakradse   | 5    | 1      | 6               |
| 2     | Sandro Kadagidse | 1    | 0      | 1               |